# 논픽션 (변진섭의 음반)
《논픽션》은 대한민국의 가수 변진섭의 여덟번째 정규 음반이다.

## 수록곡
| #   | 제목                                                    | 작사           | 작곡   | 편곡   | 재생 시간 |
| --- | ------------------------------------------------------- | -------------- | ------ | ------ | --------- |
| 1.  | 〈박하향 숲속의 공주〉                                  | 박정원         | 이현정 | 김형석 | 4:20      |
| 2.  | 〈가장 슬픈날의 왈츠〉                                  | 변진섭         | 노영심 | 김형석 | 3:48      |
| 3.  | 〈천상유애〉                                            | 김형석         | 김형석 | 김형석 | 3:59      |
| 4.  | 〈My Love〉                                             | 양재선         | 이현정 | 김형석 | 3:46      |
| 5.  | 〈무너진 사랑탑〉 (HOW)                                 | 이장현         | 이장현 | 이장현 | 3:53      |
| 6.  | 〈방황후애(彷徨後愛)〉                                  | 이장현         | 이장현 | 이장현 | 5:25      |
| 7.  | 〈정담〉 (Feat. 이기찬)                                 | 변진섭, 양재선 | 김형석 | 김형석 | 3:33      |
| 8.  | 〈그녀를 만났죠〉 (Feat. 정재형)                        | 양재선         | 정재형 | 정재형 | 4:46      |
| 9.  | 〈사실이 그래〉                                         | 이장현         | 이장현 | 이장현 | 3:28      |
| 10. | 〈The End〉                                             | 변진섭         | 김형석 | 김형석 | 3:39      |
| 11. | 〈나는 너를 친구라 부른다〉                             | 박정원         | 이장현 | 이장현 | 3:47      |
| 12. | 〈이가〉 (離歌)                                         | 김신우         | 김신우 | 박찬일 | 4:24      |
| 13. | 〈너를 닮은 사람〉                                      | 김신우         | 김신우 | 김형준 | 4:38      |
| 14. | 〈두 손을 모아〉                                        | 김신우         | 김신우 | 박찬일 | 3:50      |
| 15. | 〈우리〉 (Feat. 황영조, 김현철, 이창훈, 홍종구, 이현우) | 변진섭         | 변진섭 | 변진섭 | 4:35      |

## CREDIT
- 프로듀서 : 김형석
- 제작 총괄 : 백민 (for H.K Music)
- 매니지먼트 : 송승철
- 레코딩 엔지니어 : 박계원
- 어시스트 엔지니어 : 조준성
- 믹싱 엔지니어 : 최병철, 성지훈 (JFS)
- 마스터링 스튜디오 : 서울 스튜디오
- 마스터링 엔지니어 : 고희정
- 레코딩 & 믹싱 스튜디오 : 청음 스튜디오
- 일렉트릭 기타 : SAM LEE, 함춘호
- 베이스 기타 : 신현권, 이태윤
- 드럼 : 김희연, 강수호, 김선중, 임길상
- 키보드 & 피아노 : 김형석, 김효국, 김형준, 정재형
- 아코디언 : 심성락
- 타악기 : 박영용
- 색소폰 : 이정식, 정효진
- 컴퓨터 프로그래밍 : 원창준 (iplayjun.com), 방시혁 (for 빅히트 엔터테인먼트), 이장현
- 코러스 : 변진섭
- 사진 : 지영빈
- 그래픽 디자인 : 안홍철, 이혜진
- 디자인 어시스트 : 이승호
- 커버 카피 : James Lee
- 인쇄 : 화진사